# جائزة السويد الكبرى 1976
جائزة السويد الكبرى 1976 هو سباق فورمولا 1 أقيم بتاريخ 13 يونيو 1976 في حلبة أندرستورب. كان السابع من أصل 16 في بطولة العالم لسباقات الفورمولا واحد موسم 1976. حلّ الجنوب أفريقي جودي شيكتر أولا بينما جاء الفرنسي باتريك ديبايلير في المركز الثاني وحصل على المركز الثالث النمساوي نيكي لاودا.